# Élection présidentielle serbe de 2008
L'élection présidentielle serbe de 2008 (en serbe : Избори за председника Републике Србије 2008 et Izbori za predsednika Republike Srbije 2008.) est la première élection à la présidence du pays depuis l'indépendance du Monténégro et, consécutivement, depuis la disparition de la Communauté d'États Serbie-et-Monténégro. Elle a été remportée par le président de la République sortant Boris Tadić ; il a prêté serment pour son second mandat le 15 février 2008.
Le premier tour de l'élection a eu lieu le 20 janvier 2008 et, en l'absence d'une majorité absolue en faveur de l'un des candidats, un second tour a eu lieu le 3 février 2008 ; il a opposé Tomislav Nikolić, candidat du Parti radical serbe (SRS) et Boris Tadić, candidat du Parti démocrate (DS) et actuel président de la république de Serbie. Le nombre d'électeurs s'élevait à 6 708 697, soit près de 50 000 de plus qu'aux élections législatives de 2007. Les votants étaient répartis entre 8 481 bureaux de vote en Serbie même et 65 autres pour 37 053 citoyens serbes résidant dans 36 pays étrangers.

## Contexte

Blason de la Serbie

Le 10 novembre 2006, au cours de la législature précédente, l'Assemblée nationale de la république de Serbie promulgua une nouvelle Constitution, adoptée par référendum fin octobre 2006. Le mandat du président de la République était allongé, passant de quatre à cinq ans. Le 11 décembre 2007, la loi sur les élections présidentielles fut votée par le Parlement et le 13 décembre 2007, le président de l'Assemblée, Oliver Dulić, fixa la date de l'élection au 20 janvier 2008. La date du 3 février 2008 fut retenue pour un éventuel second tour. La Commission électorale de la république de Serbie fixa au 10 décembre 2007, à minuit, la date limite du dépôt des candidatures, chacun devant au préalable avoir recueilli 10 000 signatures.
Deux partis représentant les Albanais de la vallée de Preševo, la Coalition albanaise de la vallée de Preševo et le Parti pour l'action démocratique, appelèrent les Albanais vivant en dehors du Kosovo à participer massivement aux élections. De son côté, la Coalition hongroise fit connaître qu'elle ne soutiendrait pas Nikolić en cas de deuxième tour mais apporterait plutôt ses voix à Tadić.
Parmi tous les candidats, Čedomir Jovanović, chef du Parti libéral démocrate, fut le seul à se prononcer en faveur de l'indépendance du Kosovo.
Avec l'accord de la Commission électorale, l'Organisation pour la sécurité et la coopération en Europe et la Communauté des États indépendants étaient chargées d'observer les élections, en excluant la participation d'éventuels observateurs américains ou anglais.

## 1ertour

### Candidats
| Candidats                                    | Candidats |
| -------------------------------------------- | --- |
| Tomislav Nikolić - SRS                       | Le Parti radical serbe a désigné Tomislav Nikolić (Томислав Николић) Soutien : Parti valaque, Valaques de la Serbie démocratique et Communauté démocratique des Valaques serbes Slogan: De tout cœur (Свим срцем) (Site de campagne) |
| Jugoslav Dobričanin - RS                     | Le Parti réformiste a désigné Jugoslav Dobričanin (Југослав Добричанин). Slogan : Le pouvoir du sud (Снага југа) |
| Boris Tadić - DS                             | Le Parti démocrate a désigné Boris Tadić (Борис Тадић), l'actuel président de la république de Serbie. Soutiens : G17 Plus, Ligue des sociaux-démocrates de Voïvodine, Parti démocratique du Sandžak, Initiative civique de Gora, Union rom de Serbie, Réformistes de Voïvodine, Liste serbe pour le Kosovo et la Métochie. Slogans : Pour une Serbie forte et stable (За јаку и стабилну Србију) ; Conquérons l'Europe ensemble ! (Да освојимо Европу заједно!) (Site de campagne)                   |
| Velimir Ilić - NS                            | Nouvelle Serbie a désigné Velimir "Velja" Ilić (Велимир "Веља" Илић). Soutiens : Parti démocratique de Serbie, Serbie unie, Mouvement serbe du renouveau et Liste pour le Sandžak. Slogans : La Serbie gouverne ! (Србија је закон!); Choisis la Serbie ! (Изабери Србију!) (Site de campagne) |
| Ištvan Pastor - Coalition hongroise          | La Coalition hongroise (Magyar Koalíció - Mađarska koalicija) (Alliance des Magyars de Voïvodine, Union démocratique des Hongrois de Voïvodine, Parti démocratique des Hongrois de Voïvodine et Alliance civique hongroise), a désigné Ištvan Pastor (Pásztor István). Soutien : Association monténégrine de Serbie. Ištvan Pastor a annoncé son soutien à Boris Tadić pour le second tour. Slogan : Za Srbiju u kojoj je svima nama dobro! - Olyan Szerbiáért, ahol nekünk is jó! (Site de campagne) |
| Marijan Rističević - NSS                     | La Coalition Parti national paysan - Parti paysan unifié a désigné Marijan Rističević (Маријан Ристичевић). |
| Čedomir Jovanović - LDP                      | Le Parti libéral-démocrate a désigné Čedomir "Čeda" Jovanović (Чедомир "Чеда" Јовановић). Soutiens : Union sociale-démocrate, Parti démocrate-chrétien de Serbie, Parti Croate Bunjevac-Šokac et Parti de Voïvodine. Slogan : La loi de la vie (Живот је закон!) (Site de campagne) |
| Milutin Mrkonjić - SPS                       | Le Parti socialiste de Serbie a désigné Milutin Mrkonjić (Милутин Мркоњић). Soutien : Parti des retraités unis de Serbie. Slogan : Les actes parlent (Дела говоре) ;Notre ami ! (Наш друг!) |
| Milanka Karić - Mouvement Force de la Serbie | Le Mouvement Force de la Serbie - Bogoljub Karić a désigné Milanka Mara Karić (Миланка Мара Карић), après une tentative infructueuse de faire désigner Bogoljub Karić, son mari et le chef du Mouvement, actuellement sous mandat d'arrêt. Slogan : La famille est la force de la Serbie (Породица је снага Србије.) (Site de campagne) |

## 2dtour

### Candidats
| Candidats              | Candidats |
| ---------------------- | --- |
| Tomislav Nikolić - SRS | Le Parti radical serbe a présenté Tomislav Nikolić (Томислав Николић) Soutiens : Parti valaque, Valaques de la Serbie démocratique, Communauté démocratique des Valaques serbes, Gauche yougoslave, Union démocratique de Serbie, Parti national paysan, Parti paysan unifié, Nouveau parti communiste de Yougoslavie, Mouvement national de Serbie, Parti serbe des socialistes, Conseil national serbe du nord Kosovo, Mouvement « Je vis pour la Frontière » Slogans : De tout cœur (Свим срцем) (Site de campagne) |
| Boris Tadić - DS       | Le Parti démocrate a présenté Boris Tadić (Борис Тадић), l'actuel président de la république de Serbie. Soutiens : G17 Plus, Ligue des sociaux-démocrates de Voïvodine, Alliance des Magyars de Voïvodine, Union démocratique des Hongrois de Voïvodine, Parti démocratique des Hongrois de Voïvodine, Alliance civique hongroise, Parti démocratique du Sandžak, Initiative civique de Gora, Union rom de Serbie, Ligue démocratique des Croates de Voïvodine, Réformistes de Voïvodine, Mouvement démocratique des Roumains de Serbie, Liste serbe pour le Kosovo et la Métochie, Mouvement européen de Serbie, Mouvement serbe du renouveau, Parti de Voïvodine, Parti démocratique indépendant serbe, Alliance des sociaux-démocrates indépendants, Parti démocratique des Bulgares de Serbie, Union des socialistes de Voïvodine, Parti social-démocrate, Parti Vert EKO, Coalition « Ensemble pour Kragujevac », Conseil national serbe de Kosovo et Métochie, ainsi que les conseils nationaux des minorités slovaque, rom, macédonienne, roumaine, ruthène et valaque. Slogan : Conquérons l'Europe ensemble ! (Да освојимо Европу заједно!) (Site de campagne) |

Le 30 janvier 2008, un sondage publié par le CeSID (Centre pour la démocratie et les élections libres) accordait entre 2,10 et 2,35 millions de voix à Boris Tadić et entre 2 et 2,25 millions de voix à Tomislav Nikolić.

## Résultats

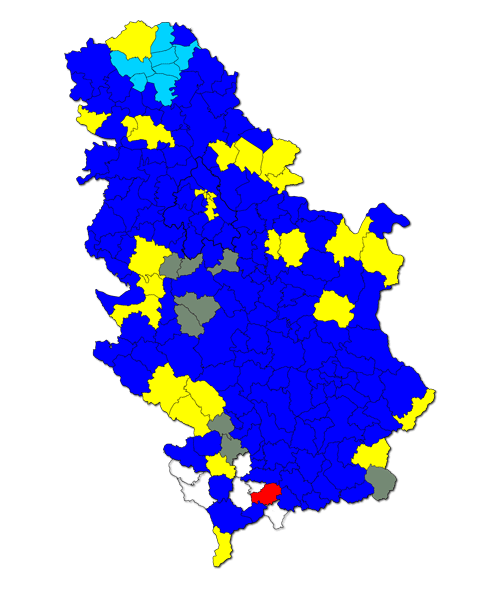
Candidat arrivé en tête au premier tour (par municipalités) :
Tomislav Nikolić
Boris Tadić
István Pásztor
Velimir Ilić
Milutin Mrkonjić
Autre

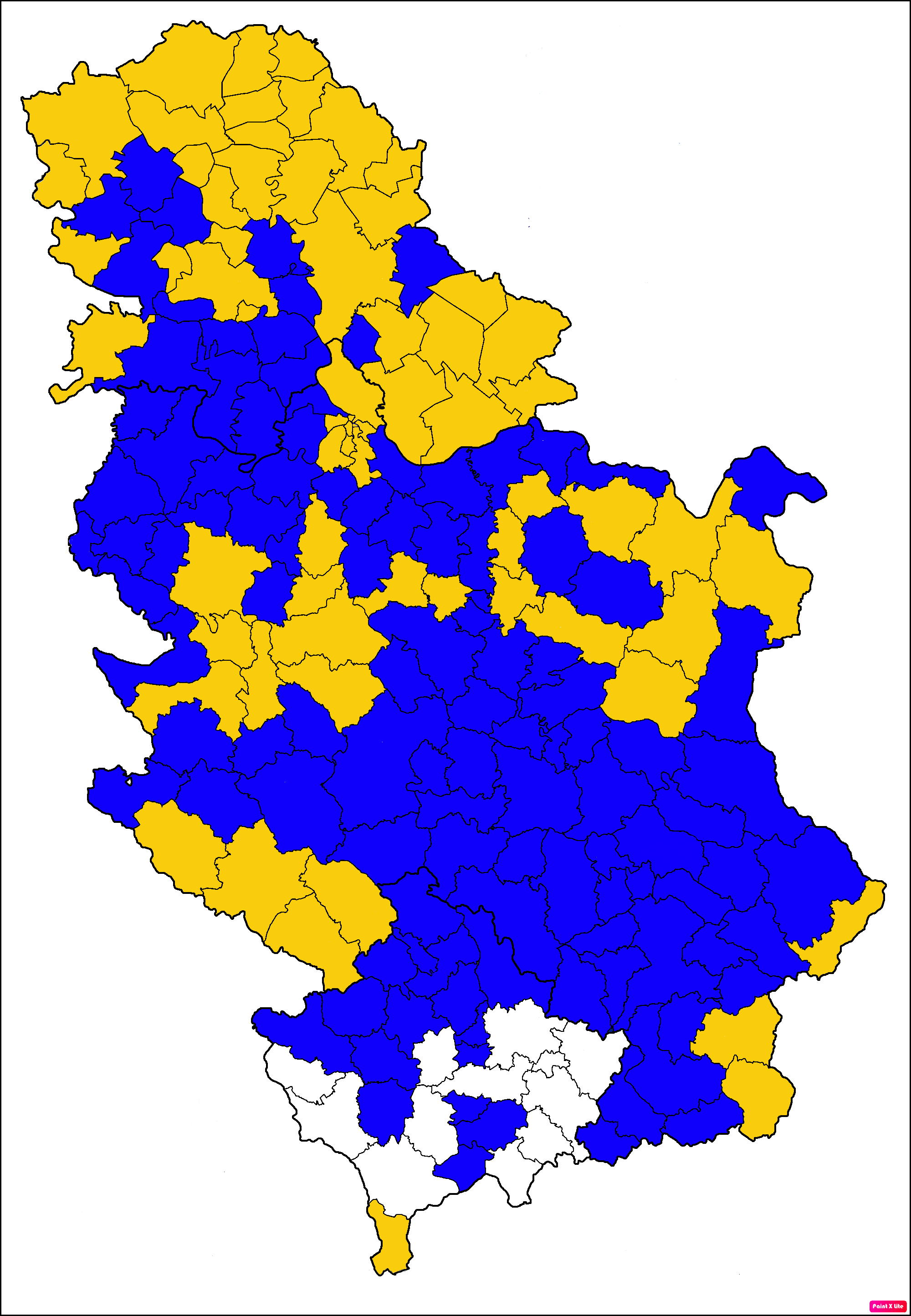
Candidat arrivé en tête au second tour (par municipalités) :
Tomislav Nikolić
Boris Tadić
Aucun

Les résultats communiqués émanent de la Commission électorale de la république de Serbie,.
| Candidats                                 | Partis | 1er tour  | %     | 2d tour   | %     |
| ----------------------------------------- | --- | --------- | ----- | --------- | ----- |
| Tomislav Nikolić (Томислав Николић)       | Parti radical serbe (Српска радикална странка)                                                                    | 1 646 172 | 39,99 | 2 197 155 | 47,97 |
| Boris Tadić (Борис Тадић)                 | Parti démocratique (Демократска странка)                                                                          | 1 457 030 | 35,39 | 2 304 467 | 50,31 |
| Velimir Ilić (Велимир Илић)               | Nouvelle Serbie (Нова Србија)                                                                                     | 305 828   | 7,43  |           |       |
| Milutin Mrkonjić (Милутин Мркоњић)        | Parti socialiste de Serbie (Социјалистичка партија Србије)                                                        | 245 889   | 5,97  |           |       |
| Čedomir Jovanović (Чедомир Јовановић)     | Parti libéral-démocrate (Либерално демократска партија)                                                           | 219 689   | 5,34  |           |       |
| Ištvan Pastor (Иштван Пастор)             | Coalition hongroise (Мађарска коалиција)                                                                          | 93 039    | 2,26  |           |       |
| Milanka Karić (Миланка Карић)             | Mouvement Force de la Serbie–Bogoljub Karić (Покрет Снага Србије-Богољуб Карић)                                   | 40 332    | 0,98  |           |       |
| Marijan Rističević (Маријан Ристичевић)   | Coalition Parti national paysan–Parti paysan unifié (Коалиција Народна сељачка странка-Уједињена сељачка странка) | 18 500    | 0,45  |           |       |
| Jugoslav Dobričanin (Југослав Добричанин) | Parti réformiste (Реформистичка странка)                                                                          | 11 894    | 0,29  |           |       |
| Non valides                               | | 78 462    | 1,91  | 78 806    | 1,72  |
| Total (participation 61.37% et 68,12%)    | Total (participation 61.37% et 68,12%)                                                                            | 4 116 844 | 100,0 | 4 580 428 | 100,0 |
| Inscrits                                  | Inscrits | 6 708 697 |       | 6 723 762 |       |

## Réactions internationales à la victoire de Boris Tadić
- Autriche - Le président autrichien Heinz Fischer a félicité Boris Tadić et lui a affirmé : « Je suis absolument convaincu que votre réélection va renforcer la voie pro-européenne de la Serbie »[13]. De son côté, le chancelier Alfred Gusenbauer a affirmé que « la réélection de Boris Tadić montre clairement que le peuple de Serbie voit son avenir dans l'Union européenne »[14]. La ministre autrichienne des Affaires étrangères, Ursula Plassnik, s'est félicitée de la réélection de Tadić : « Le peuple de Serbie a exprimé un vote de confiance en faveur de l'Europe »[15].
- Bosnie-Herzégovine - république serbe de Bosnie (RS) Le premier ministre Milorad Dodik a félicité Boris Tadić et a déclaré : « La victoire de Boris Tadić est d'une grande importance pour la république serbe de Bosnie et pour la Serbie. Cette victoire signifie la poursuite de la coopération entre les deux pays »[16]. Nebojša Radmanović, membre serbe de la présidence tripartite de Bosnie-Herzégovine, a félicité Boris Tadić et l'a assuré du soutien total de la république serbe de Bosnie dans son action. Igor Radojičić, président de l'Assemblée nationale de la république serbe de Bosnie a affirmé : « Le peuple de Serbie a choisi de donner une orientation européenne à son avenir. La Serbie y sera un pays doté de hautes aspirations démocratiques et sera un atout déterminant pour la stabilité régionale ». Željko Komšić, président de Bosnie-Herzégovine, a exprimé le souhait que « la victoire de Boris Tadić conduise à améliorer les relations entre la Serbie et la Bosnie-Herzégovine »[17].
- Bulgarie - Sergueï Stanichev, premier ministre de Bulgarie, a affirmé que « la victoire de Boris Tadić sur son adversaire ultra-nationaliste montre que la Serbie poursuit sa route, continue et prévisible, vers son avenir européen »[14].
- Croatie - Le président croate Stjepan Mesić a félicité Tadić et a affirmé qu'« il espérait que les deux présidents travailleraient ensemble pour régler les problèmes du passé et s'efforceraient à l'avenir de mettre en place une plus grande coopération entre leurs deux pays »[18].
- Tchéquie - Mirek Topolánek, premier ministre de la République tchèque, a déclaré : « La réélection du président Tadić va directement apporter la stabilité dans la région de l'Europe du Sud »[13]. Karel Schwarzenberg, ministre tchèque des Affaires étrangères a affirmé que « le président Tadić offre la garantie que la nation serbe va continuer à avancer sur le chemin de la démocratie », que la Serbie « a montré son intention de s'engager sur la voie européenne » ; il s'en réjouissait d'autant plus que « le peuple serbe a toujours soutenu le peuple tchèque dans les moments difficiles »[14].
- Danemark - Per Stig Møller, ministre danois des Affaires étrangères, a déclaré : « Il faut féliciter les électeurs serbes pour le résultat de cette élection, qui est une bonne nouvelle pour l'avenir européen de la Serbie mais aussi probablement une bonne nouvelle pour l'Union européenne et l'Europe tout entière »[14].
- Union européenne - La Présidence du Conseil de l'Union européenne a affirmé que « l'Union européenne souhaite approfondir ses relations avec la Serbie et accélérer son rapprochement avec l'Union, y compris en ce qui concerne son statut de candidat ». Javier Solana, secrétaire général du Conseil de l'Union européenne a déclaré : « L'Europe est très satisfaite de ces résultats, qui montrent que la Serbie a choisi la voie qui la conduit à l'intégration européenne ». José Manuel Barroso, président de la Commission européenne, a félicité Tadić pour sa victoire et déclaré : « C'est une victoire pour la démocratie en Serbie et pour les valeurs européennes que nous partageons. La Serbie a montré qu'elle peut assumer les responsabilités d'une société moderne et démocratique. L'Union européenne souhaite accélérer le processus d'intégration de la Serbie dans l'Union, en collaboration avec le président Tadić »[14]. Hans-Gert Pöttering, président du Parlement européen, a déclaré : « Les électeurs serbes ont montré qu'ils se considèrent comme des membres de la famille européenne »[13].
- Finlande - Ilkka Kanerva, ministre finlandais des Affaires étrangères, a félicité les citoyens de Serbie pour le résultat des élections et a exprimé son souhait que la Serbie poursuive avec détermination dans la même direction[19].
- France - Bernard Kouchner, ministre français des Affaires étrangères, a envoyé ses « félicitations chaleureuses » à Boris Tadić et a salué « la volonté de la Serbie de progresser dans la voie européenne »[14].
- Allemagne - Le président Horst Köhler a envoyé une lettre à Boris Tadić : « Votre succès à l'élection est un signal important de l'orientation de la Serbie vers les réformes et le développement. Je me réjouis que la majorité du peuple serbe partage la vision européenne de Boris Tadić »[13]. Thomas Steg, président du Gouvernement fédéral, a salué la réélection de Boris Tadić comme une bonne nouvelle pour toute l'Europe. Il a déclaré que les résultats de l'élection étaient accueillis avec joie et que « le peuple serbe a souligné qu'il voyait l'avenir de la Serbie en Europe »[14]. Frank-Walter Steinmeier, ministre allemand des Affaires étrangères, a dit que la victoire de Boris Tadić lui procurait un « plaisir extraordinaire »[20].
- Grèce - Le président grec Karolos Papoulias a félicité Boris Tadić de sa réélection et il a déclaré : « L'ancienne et sincère amitié entre la Serbie et la Grèce constitue la base d'une coopération forte pour l'avenir »[13].  Kostas Karamanlis, le premier ministre grec, a félicité Boris Tadić et a affirmé : « L'avenir de la Serbie et de tous les pays de la région, c'est l'Europe »[14].
- Hongrie - Kinga Göncz, ministre hongrois des Affaires étrangères, a déclaré : « La Hongrie salue la réélection du candidat modéré Boris Tadić » et « La minorité nationale hongroise de Serbie va pouvoir tirer profit de sa présidence »[14].
- Italie - Massimo D'Alema, ministre italien des Affaires étrangères et vice-Premier ministre d'Italie, a déclaré : « Boris Tadić va continuer à conduire avec succès la Serbie sur la voie du développement et il va encourager les réformes internes tout en conduisant la Serbie dans l'Union européenne »[14]. Le président Giorgio Napolitano et le premier ministre Romano Prodi ont également félicité Boris Tadić pour sa réélection[13].
- Macédoine du Nord - Le président macédonien Branko Crvenkovski, dans son message de félicitation, a affirmé : « La victoire de Boris Tadić est la victoire de l'idée européenne, c'est un choix qui va apporter la prospérité et la stabilité à toute la région ». Antonio Milošoski, ministre macédonien des Affaires étrangères, a affirmé que la victoire de Tadić allait renforcer la coopération entre la Serbie et la Macédoine, et accélérer le processus d'intégration euro-atlantique[17].
- Monténégro - Le président monténégrin Filip Vujanović a envoyé une lettre dans laquelle il écrit : « La poursuite de la politique officielle que vous avez conduite dans votre premier mandat fait de vous un partenaire fiable et un ami du Monténégro, pour le bien des citoyens de nos pays qui entretiennent des liens étroits »[21]. Željko Šturanović, premier ministre du Monténégro, et Milo Đukanović ont affirmé que « la victoire de Tadić est une victoire des valeurs démocratiques »[17].
- Pays-Bas - Maxime Verhagen, ministre des Affaires étrangères des Pays-Bas, a félicité Boris Tadić et lui a rappelé qu'« il revient à la Serbie de faire les pas nécessaires sur la voie qui la conduit à l'Union européenne »[13].
- Norvège - Le premier ministre Jens Stoltenberg a affirmé que le résultat de l'élection « démontre que les Serbes ont choisi la coopération plutôt que l'isolement, choix qui est de bon augure pour le futur développement de la Serbie »[22].
- Roumanie - Le président roumain Traian Băsescu a déclaré : « Les électeurs serbes ont montré leur forte détermination en faveur de l'Europe en réélisant Tadić et la Roumanie fera tout pour soutenir la Serbie »[13]. Le ministre des Affaires étrangères roumain a salué le résultat de l'élection en affirmant qu'il reflète le souhait des électeurs serbes de poursuivre l'intégration européenne[14].
- Russie - Le président russe Vladimir Poutine a envoyé une lettre de félicitation à Boris Tadić. « Cher Président, je forme des vœux pour le succès de votre action future et je souhaite la paix et la prospérité au peuple serbe »[23]. Konstantin Kosachyov, chef du Conseil des Affaires étrangères de Russie, a affirmé : « Tadić est un partenaire prévisible, prometteur et constructif »[20]. En revanche, Sergueï Mironov, président du Conseil de la fédération, a exprimé ses regrets devant la défaite de Tomislav Nikolić[24].
- Slovaquie - Le président slovaque Ivan Gašparovič a envoyé un télégramme de félicitation : « Votre victoire à l'élection présidentielle est une confirmation de la volonté et du désir du peuple de votre pays de poursuivre et d'approfondir le processus des changements démocratiques »[25]. Ján Kubiš, le ministre des Affaires étrangères de Slovaquie, a déclaré : « La réélection de Boris Tadić confirme le haut degré de responsabilité du peuple serbe vis-à-vis de l'avenir européen de tout le pays »[14]. Robert Fico, premier ministre de Slovaquie, a exprimé son « soutien pour l'avenir européen de la Serbie »[13].
- Slovénie -  « La Serbie suit une route toute tracée vers un avenir européen », a affirmé Dimitrij Rupel, ministre des Affaires étrangères de Slovénie. Le premier ministre slovène, Janez Janša, qui est également président du Conseil de l'Union européenne, a félicité Boris Tadić : « Le résultat peut être interprété comme un reflet des désirs et de la détermination des forces démocratiques de la Serbie d'atteindre plus vite leur but : être membre de l'Union européenne »[26]. Le président slovène Danilo Türk a félicité Boris Tadić et a déclaré : « Les relations amicales entre les deux pays continueront et la coopération entre Ljubljana et Belgrade, fondée sur le respect mutuel, bénéficiera aux deux parties »[14].
- Suède - Carl Bildt, le ministre suédois des Affaires étrangères, a déclaré : « Le résultat de l'élection est une bonne chose pour la Serbie et pour toute la région. Les efforts pour conduire la Serbie dans une impasse ont échoué »[14].
- Royaume-Uni - Le premier ministre Gordon Brown a déclaré : « Le gouvernement britannique partage le dévouement politique du président Tadić pour la cause commune d'une Serbie européenne »[27]. David Miliband, secrétaire d'État aux Affaires étrangères et du Commonwealth, a salué le résultat de l'élection et a déclaré : « Le président Boris Tadić est engagé dans l'avenir européen de la Serbie »[13].
- États-Unis - Sean McCormack, porte-parole du département d'État des États-Unis, a félicité Boris Tadić et son Parti démocratique et a qualifié la participation (près de 70 %) de « remarquable ». « Nous attendons avec impatience de poursuivre nos efforts pour bâtir une relation constructive avec la Serbie, sur la base de l'intérêt commun. Le président Tadić a promis aux électeurs un avenir européen pour la Serbie ». Il a ajouté : « Nous travaillerons avec le président Tadic et la Serbie pour faire en sorte que cette promesse soit tenue et que la Serbie marche fermement sur la voie de l'intégration européenne »[28].